# Namibie aux Jeux olympiques d'été de 2024
La Namibie participe aux Jeux olympiques de 2024 à Paris. Il s'agit de sa 9e participation à des Jeux olympiques d'été.
La délégation compte quatre sportifs. Les coureurs cyclistes Alex Miller et Vera Looser sont les porte-drapeaux de cette délégation

## Nombre d’athlètes qualifiés par sport
Voici la liste des qualifiés et sélectionnés par sport (remplaçants compris) :
| Sport      | Hommes | Femmes | Total |
| ---------- | ------ | ------ | ----- |
| Athlétisme | 0      | 1      | 1     |
| Cyclisme   | 1      | 1      | 2     |
| Natation   | 1      | 0      | 1     |
| Total      | 2      | 2      | 4     |

## Résultats

### Athlétisme
Helalia Johannes a gagné sa qualification au nom de l’universalité des Jeux ; âgée de 43 ans, ce sera sa cinquième participation aux jeux.
| Athlètes         | Épreuve          | Finale          | Finale |
| Athlètes         | Épreuve          | Temps           | Rang   |
| ---------------- | ---------------- | --------------- | ------ |
| Helalia Johannes | Marathon féminin | 2 h 38 min 36 s | 68e    |

### Cyclisme

#### Route
Grâce à son classement UCI par nation, la Namibie a obtenu un quota.
| Athlète     | Compétition     | Temps           | Rang |
| ----------- | --------------- | --------------- | ---- |
| Vera Looser | Course en ligne | 4 h 10 min 47 s | 68e  |

#### VTT
Alex Miller a obtenu une place de quota masculin lors des Championnats d'Afrique de 2023 à Johannesburg, en Afrique du Sud.
| Athlète     | Compétition | Temps | Rang |
| ----------- | ----------- | ----- | ---- |
| Alex Miller | Hommes      | DNF   | DNF  |

### Natation
Seidler représentera son pays pour la deuxième fois dans l'épreuve de natation en eau libre de 10 kilomètres après une 16e place à Tokyo en 2021.
| Athlète         | Épreuve                     | Finale | Finale |
| Athlète         | Épreuve                     | Temps  | Rang   |
| --------------- | --------------------------- | ------ | ------ |
| Phillip Seidler | 10 km en eau libre masculin | DNF    | DNF    |